# Melvin Calvin
Melvin Ellis Calvin (ur. 8 kwietnia 1911 w Saint Paul, zm. 8 stycznia 1997 w Berkeley) – amerykański fizykochemik, laureat Nagrody Nobla w dziedzinie chemii w roku 1961 za odkrycie tzw. szlaku fotosyntetycznego.

## Życiorys
Był synem żydowskich emigrantów z Rosji. Od 1947 roku profesor chemii fizycznej na Uniwersytecie Kalifornijskim w Berkeley. Członek The Royal Society, Narodowej Akademii Nauk USA w Waszyngtonie, Amerykańskiej Akademii Umiejętności w Bostonie. Od 1958 był członkiem zagranicznym Królewskiej Holenderskiej Akademii Sztuk i Nauk.
Profesor Calvin – specjalista w zakresie chemii organicznej, katalizy, struktur cząsteczkowych, prowadził badania dotyczące reakcji chemicznych węgla związanych z procesem fotosyntezy. Stosując radioaktywny węgiel-14 w CO2, zidentyfikował poszczególne etapy tzw. ciemnej fazy fotosyntezy, zwanej obecnie cyklem Calvina. W 1955 roku wyjaśnił szereg reakcji chemicznych związanych z fotosyntezą w roślinach, za które w 1961 roku otrzymał Nagrodę Nobla za prace nad fotosyntezą.

## Publikacje
- M.Calvin, J.A. Bassham, Udział węgla w fotosyntezie (1957, wyd. pol. 1962)
- M.Calvin, J.A. Bassham, Fotosynteza związków węgla (1962, wyd. pol. 1964)
- M.Calvin, Chemical Evolution (1969).